# Le Brusquet
Cet article possède des paronymes, voir Brusquet et Ravin du Brusquet.
Le Brusquet est une commune française, située dans le département des Alpes-de-Haute-Provence en région Provence-Alpes-Côte d'Azur.
Le nom de ses habitants est Brusquetier.

## Géographie

### Localisation
Village situé à 10 km de Digne-les-Bains.

### Géologie et relief
Le village est surtout connu pour sa colline de Lauzière. C'est sur cette colline que se trouvaient l'ancien château et la chapelle castrale. La commune est entourée par d'autres reliefs comme la Baisse d'Emporte, la Colle, Liman et le Blayeul.
La commune est répartie entre plaine, collines et montagnes de moyenne altitude.

### Hydrographie et les eaux souterraines
Cours d'eau sur la commune ou à son aval :
- La rivière principale est la Bléone, qui puise sa source à l'Estrop, dans le massif des Trois Évêchés, et rejoint la Durance.
- La commune est ensuite parcourue par de nombreux ruisseaux dont le Millesaule et le Riou (qui forme le Ravin du Riou et le Défens du Riou).

Le Brusquet dispose d'une station d'épuration d'une capacité de 1000 équivalent-habitants.

### Climat
Pour des articles plus généraux, voir Climat de Provence-Alpes-Côte d'Azur et Climat des Alpes-de-Haute-Provence.
En 2010, le climat de la commune est de type climat méditerranéen altéré, selon une étude du Centre national de la recherche scientifique s'appuyant sur une série de données couvrant la période 1971-2000. En 2020, Météo-France publie une typologie des climats de la France métropolitaine dans laquelle la commune est exposée à un climat de montagne ou de marges de montagne et est dans la région climatique Alpes du sud, caractérisée par une pluviométrie annuelle de 850 à 1 000 mm, minimale en été.
Pour la période 1971-2000, la température annuelle moyenne est de 10,6 °C, avec une amplitude thermique annuelle de 17,3 °C. Le cumul annuel moyen de précipitations est de 823 mm, avec 6,4 jours de précipitations en janvier et 4,9 jours en juillet. Pour la période 1991-2020, la température moyenne annuelle observée sur la station météorologique de Météo-France la plus proche, « Digne les Bains », sur la commune de Digne-les-Bains à 10 km à vol d'oiseau, est de 12,2 °C et le cumul annuel moyen de précipitations est de 681,2 mm. 
La température maximale relevée sur cette station est de 42,1 °C, atteinte le 28 juin 2019 ; la température minimale est de −17,8 °C, atteinte le 4 février 2012,,.
Les paramètres climatiques de la commune ont été estimés pour le milieu du siècle (2041-2070) selon différents scénarios d'émission de gaz à effet de serre à partir des nouvelles projections climatiques de référence DRIAS-2020. Ils sont consultables sur un site dédié publié par Météo-France en novembre 2022.

### Environnement
Le domaine forestier est divisé entre des parcelles ONF, du reboisement et des parcelles appartenant à la commune.
La commune compte 1 138 ha de bois et forêts, soit la moitié de sa superficie.

### Hameaux
- le Plan ;
- le Mousteiret ;
- le Pré Clot ;
- la Chenaie ;

### Voies de communications et transports

#### Voies routières
- Village desservi par la D 900[11].

#### Transports en commun
Transport en Provence-Alpes-Côte d'Azur
- Bus ligne Digne-les-Bains > La Javie[12].
- Transports publics : se déplacer dans le 04

### Risques naturels et technologiques
Aucune des 200 communes du département n'est en zone de risque sismique nul. Le canton de La Javie auquel appartient Le Brusquet est en zone 1b (risque faible) selon la classification déterministe de 1991, basée sur les séismes historiques, et en zone 4 (risque moyen) selon la classification probabiliste EC8 de 2011. La commune du Brusquet est également exposée à trois autres risques naturels :
- feu de forêt,
- inondation (dans la vallée de la Bléone),
- mouvement de terrain.

La commune du Brusquet est également exposée à un risque d’origine technologique, celui de transport de matières dangereuses par route. La départementale RD 900 (ancienne route nationale 100) peut être empruntée par les transports routiers de marchandises dangereuses.
Aucun plan de prévention des risques naturels prévisibles (PPR) n’existe pour la commune et le Dicrim n’existe pas non plus.
La commune a été l’objet de plusieurs arrêtés de catastrophe naturelle, liés à la nature du sol : pour des inondations et des coulées de boue en 1996, et pour des mouvements de terrain dus à la sécheresse en 2007. Les tremblements de terre ressentis de la manière la plus sensible dans la commune sont ceux du 15 mars 1980, avec une intensité macro-sismique de V sur l’échelle MSK et La Javie pour épicentre, et celui du 29 septembre 1935, avec une intensité de V et encore La Javie pour épicentre.

### Toponymie
La localité apparaît pour la première fois dans les textes en 1050 (de Brusco). Le nom serait formé du vocable bruc (bruyère) et du suffixe collectif -et désignant une étendue couverte de quelque chose : Le Brusquet est l’endroit couvert de bruyères,.

## Économie

### Aperçu général
En 2009, la population active s’élevait à 496 personnes, dont 42 chômeurs (40 fin 2011). Ces travailleurs sont majoritairement salariés (87 %) et travaillent majoritairement hors de la commune (86 %).

### Agriculture
Fin 2010, le secteur primaire (agriculture, sylviculture, pêche) comptait 19 établissements actifs au sens de l’Insee et 1 emploi salarié.
Le nombre d’exploitations, selon l’enquête Agreste du ministère de l’Agriculture, est en légère baisse dans les années 2000, passant de 13 à 12 : à côté de 7 exploitations spécialisées dans les grandes cultures, on trouve également 3 exploitations tournées vers la polyculture, et des éleveurs. De 1988 à 2000, la surface agricole utile (SAU) a plus que doublé, de 410 ha à 879 ha, alors que le nombre d’exploitations chutait (de 20 à 13). La SAU a fortement diminué lors de la dernière décennie, passant à 180 ha, dont seulement 60 pour les grandes cultures.
Une ferme-élevage de chevaux islandais a été distinguée par le Conseil général en 2013.

### Industrie
Fin 2010, le secteur secondaire (industrie et construction) comptait 24 établissements, employant 16 salariés.
René Cossalter a fondé, avec son frère Gilles, la seule usine du village, qui produit des fermetures de bâtiment en bois de type provençal.

### Activités de service
Fin 2010, le secteur tertiaire (commerces, services) comptait 27 établissements (avec six emplois salariés), auxquels s’ajoutent les 11 établissements du secteur administratif (salariant 27 personnes).
D'après l’Observatoire départemental du tourisme, la fonction touristique est peu importante pour la commune, avec moins d’un touriste accueilli par habitant. Les faibles capacités d'hébergement consistent essentiellement en meublés. Les résidences secondaires apportent un complément à la capacité d’accueil (avec 49 logements, soit 10 % du total de la commune, dont 5 comptant plus d’un logement,).
Restaurant Bistrot de pays Lou mile sol,.

## Histoire
Dans l’Antiquité, les Bodiontiques (Bodiontici) peuplaient la vallée de la Bléone, et étaient donc le peuple gaulois qui vivait dans l’actuelle commune du Brusquet. Les Bodiontiques, qui sont vaincus par Auguste en même temps que les autres peuples présents sur le Trophée des Alpes (avant 14 av. J.-C.), sont rattachés à la province des Alpes-Maritimes lors de sa création.
L’abbé Coriol a rédigé une monographie sur l’histoire du Brusquet. Le village était un fief des évêques de Digne. Le prieuré appartenait à l’abbaye Saint-Honorat de Lérins.
La colline de Lauzière (dont le nom viendrait de Yeuses signifiant "terre plantée de chênes verts") à 950 m d’altitude, est choisie pour construire un château et déplacer le village au XIIe siècle. Les églises du Brusquet (Saint-Maurice, Sainte-Marie-de-Lauzière) relèvent de Digne (soit le chapitre, soit l’évêque, qui porte le titre de baron de Lauzière en 1476). Le château est abandonné au XVe siècle, les guerres de Religion achevant de le ruiner. La chapelle est aménagée en ermitage, et continue d’être modifiée jusqu’à l’époque moderne.
Il est probable que le village actuel soit un déplacement de la communauté d’Eusira, citée en 1198 et 1251, établie sur la colline de Lauzière au Moyen Âge, et qui se serait établie sur l’emplacement actuel au XVe siècle,, le Brusquet préexistant à ce déplacement.
La communauté médiévale du Mousteiret, citée en 1320, est rattachée au Brusquet à la même époque,.
Durant la Révolution, la commune compte une société patriotique, créée après la fin de 1792. Le Brusquet est chef-lieu de canton au début de la Révolution, et absorbe la commune voisine de Mousteure avant 1794.
Le coup d'État du 2 décembre 1851 commis par Louis-Napoléon Bonaparte contre la Deuxième République provoque un soulèvement armé dans les Basses-Alpes, en défense de la Constitution. Après l’échec de l’insurrection, une sévère répression poursuit ceux qui se sont levés pour défendre la République : 4 habitants du Brusquet sont traduits devant la commission mixte.
Comme de nombreuses communes du département, Le Brusquet se dote d’écoles bien avant les lois Jules Ferry : en 1863, elle en possède une, installée au chef-lieu, à laquelle s’ajoute l’école du Mousteiret par la suite. Ces écoles dispensent une instruction primaire aux garçons. Alors que la loi Falloux (1851), n’impose l’ouverture d’une école de filles qu’aux communes de plus de 800 habitants (puis la première loi Duruy (1867) abaisse ce seuil à 500 habitants), Le Brusquet ouvre néanmoins une école de filles dès avant 1863. La commune profite des subventions de la deuxième loi Duruy (1877) pour construire une école neuve au Mousteiret et rénover l’école du village.
Jusqu’au milieu du XXe siècle, la vigne était cultivée dans la commune, uniquement pour l’autoconsommation. Cette culture, qui s'était maintenue dans l'entre-deux-guerres mondiales malgré la crise phylloxérique, a depuis été abandonnée.

## Politique et administration

### Municipalité
| Période                                  | Période                     | Identité                       | Étiquette | Qualité                                                                         |
| ---------------------------------------- | --------------------------- | ------------------------------ | --------- | ------------------------------------------------------------------------------- |
| mai 1945                                 |                             | Marcel Maurel                  |           |                                                                                 |
|                                          |                             | VERNET Louis                   |           |                                                                                 |
| mars 1959                                | juin 1995                   | Marcel Roux                    | PS        | Conseiller général (1973-1998)                                                  |
| juin 1995                                | 2001                        | Pierre Aubert[réf. nécessaire] |           |                                                                                 |
| mars 2001                                | mars 2010                   | Jean-Yves Roux                 | PS        | Conseiller général, conseiller régional démission pour cause de cumul de mandat |
| avril 2010                               | En cours (au 17 avril 2014) | Gilbert Reinaudo,              | PS        | Cadre                                                                           |
| Les données manquantes sont à compléter. |                             |                                |           |                                                                                 |

### Budget et fiscalité 2017
En 2017, le budget de la commune était constitué ainsi :
- total des produits de fonctionnement : 1 444 000 €, soit 1 432 € par habitant ;
- total des charges de fonctionnement : 1 382 000 €, soit 1 371 € par habitant ;
- total des ressources d'investissement : 555 000 €, soit 550 € par habitant ;
- total des emplois d'investissement : 233 000 €, soit 231 € par habitant ;
- endettement : 703 000 €, soit 697 € par habitant.

Avec les taux de fiscalité suivants :
- taxe d'habitation : 14,36 % ;
- taxe foncière sur les propriétés bâties : 34,95 % ;
- taxe foncière sur les propriétés non bâties : 101,22 % ;
- taxe additionnelle à la taxe foncière sur les propriétés non bâties : 0 % ;
- cotisation foncière des entreprises : 0 %.

Chiffres clés Revenus et pauvreté des ménages en 2015 : médiane en 2015 du revenu disponible, par unité de consommation : 22 533 €.

### Intercommunalité

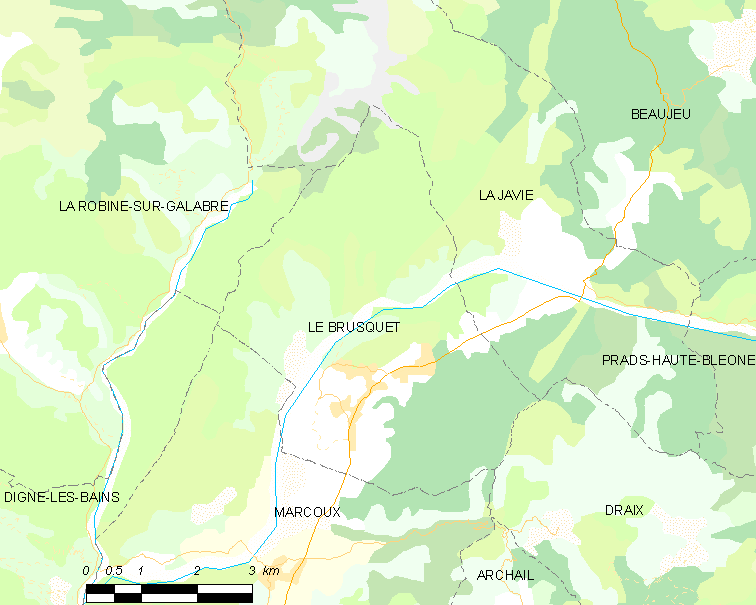
Le Brusquet et les communes voisines (Cliquez sur la carte pour accéder à une grande carte avec la légende).

Les communes limitrophes du Brusquet sont La Javie, Draix, Marcoux, Digne-les-Bains, La Robine-sur-Galabre.
Le Brusquet fait partie :
- de 2003 à 2017, de la communauté de communes de Haute Bléone ;
- depuis le 1er janvier 2017, de la communauté d'agglomération Provence-Alpes.

## Urbanisme

### Typologie
Au 1er janvier 2024, Le Brusquet est catégorisée commune rurale à habitat dispersé, selon la nouvelle grille communale de densité à 7 niveaux définie par l'Insee en 2022.
Elle est située hors unité urbaine. Par ailleurs la commune fait partie de l'aire d'attraction de Digne-les-Bains, dont elle est une commune de la couronne,. Cette aire, qui regroupe 34 communes, est catégorisée dans les aires de moins de 50 000 habitants,.

### Occupation des sols
L'occupation des sols de la commune, telle qu'elle ressort de la base de données européenne d’occupation biophysique des sols Corine Land Cover (CLC), est marquée par l'importance des forêts et milieux semi-naturels (80,2 % en 2018), une proportion identique à celle de 1990 (80,2 %). La répartition détaillée en 2018 est la suivante : 
forêts (52,6 %), milieux à végétation arbustive et/ou herbacée (23,4 %), zones agricoles hétérogènes (16,5 %), espaces ouverts, sans ou avec peu de végétation (4,1 %), zones urbanisées (3,4 %).
L'évolution de l’occupation des sols de la commune et de ses infrastructures peut être observée sur les différentes représentations cartographiques du territoire : la carte de Cassini (XVIIIe siècle), la carte d'état-major (1820-1866) et les cartes ou photos aériennes de l'IGN pour la période actuelle (1950 à aujourd'hui).

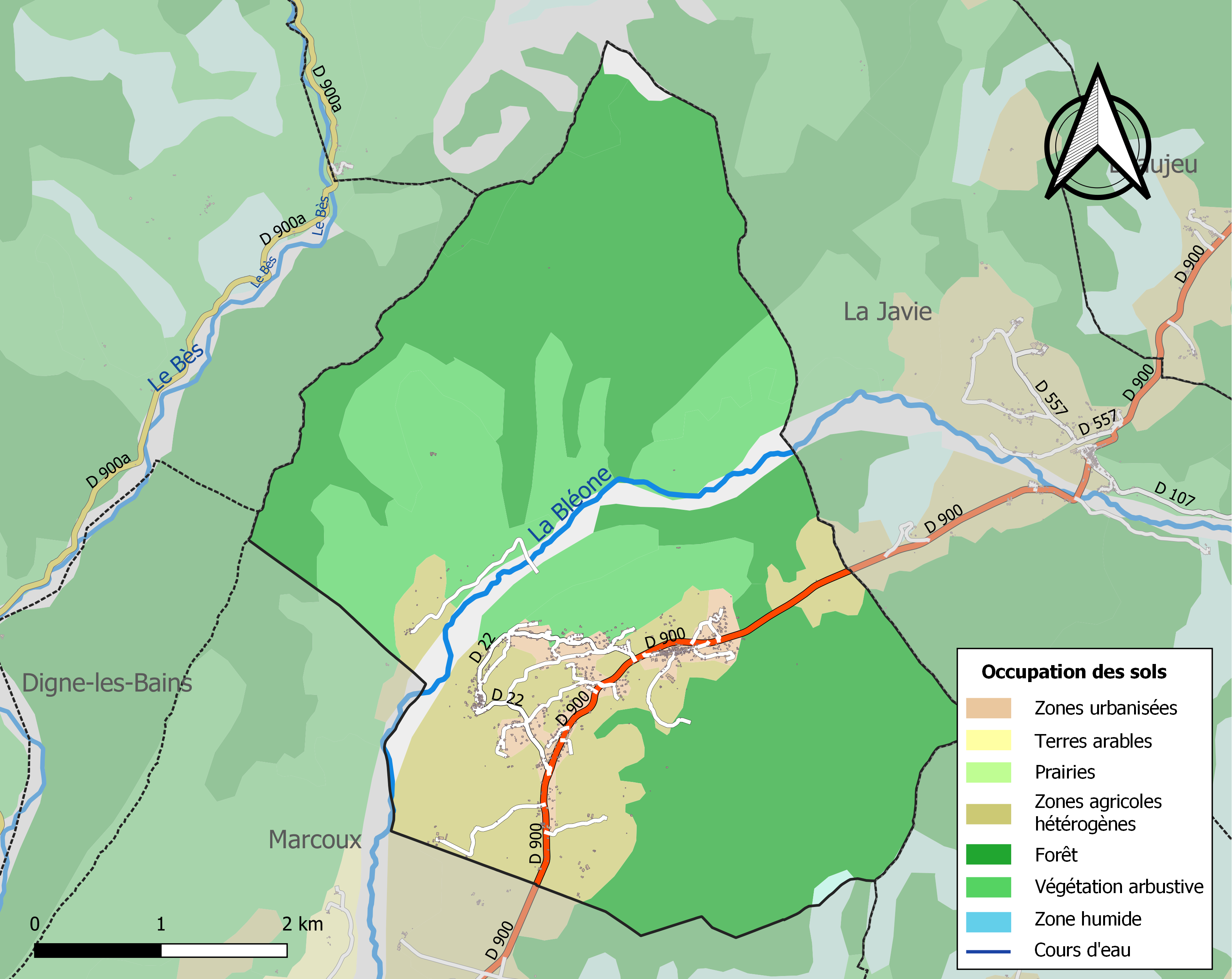
Carte de l'occupation des sols de la commune en 2018 (CLC).

### Enseignement
Établissements d'enseignements :
- La commune est dotée d’une école primaire[65],[66].
- Écoles maternelles et primaires à La Javie, Digne-les-Bains,
- Collèges à Digne-les-Bains,
- Lycées à Digne-les-Bains.

## Population et société

### Démographie

#### Évolution démographique
L'évolution du nombre d'habitants est connue à travers les recensements de la population effectués dans la commune depuis 1765. Pour les communes de moins de 10 000 habitants, une enquête de recensement portant sur toute la population est réalisée tous les cinq ans, les populations de référence des années intermédiaires étant quant à elles estimées par interpolation ou extrapolation. Pour la commune, le premier recensement exhaustif entrant dans le cadre du nouveau dispositif a été réalisé en 2004.

En 2022, la commune comptait 967 habitants, en évolution de +1,04 % par rapport à 2016 (Alpes-de-Haute-Provence : +2,84 %, France hors Mayotte : +2,11 %).
| 1765 | 1793 | 1800 | 1806 | 1821 | 1831 | 1836 | 1841 | 1846 |
| ---- | ---- | ---- | ---- | ---- | ---- | ---- | ---- | ---- |
| 493  | 527  | 509  | 476  | 570  | 621  | 599  | 622  | 585  |

| 1851 | 1856 | 1861 | 1866 | 1872 | 1876 | 1881 | 1886 | 1891 |
| ---- | ---- | ---- | ---- | ---- | ---- | ---- | ---- | ---- |
| 568  | 488  | 500  | 484  | 486  | 485  | 461  | 401  | 375  |

| 1896 | 1901 | 1906 | 1911 | 1921 | 1926 | 1931 | 1936 | 1946 |
| ---- | ---- | ---- | ---- | ---- | ---- | ---- | ---- | ---- |
| 372  | 364  | 375  | 339  | 301  | 236  | 288  | 235  | 231  |

| 1954 | 1962 | 1968 | 1975 | 1982 | 1990 | 1999 | 2004 | 2006 |
| ---- | ---- | ---- | ---- | ---- | ---- | ---- | ---- | ---- |
| 220  | 235  | 264  | 330  | 585  | 787  | 966  | 995  | 991  |

| 2009 | 2014 | 2019 | 2022 | - | - | - | - | - |
| ---- | ---- | ---- | ---- | - | - | - | - | - |
| 969  | 965  | 960  | 967  | - | - | - | - | - |

| 1315    | 1471    |
| ------- | ------- |
| 93 feux | 62 feux |

L’histoire démographique du Brusquet, après la saignée des XIVe et XVe siècles et le long mouvement de croissance jusqu’au début du XIXe siècle, est marquée par une période d’« étale » où la population reste relativement stable à un niveau élevé. Cette période dure peu, de 1831 à 1851. L’exode rural provoque ensuite un mouvement de recul démographique rapide et de longue durée. En 1921, la commune a perdu plus de la moitié de sa population par rapport au maximum historique de 1841. Le mouvement de baisse s'interrompt ensuite très tôt dans les années 1950. Depuis, la population a quintuplé, dépassant son maximum historique du XIXe siècle.

## Culture locale et patrimoine

### Lieux et monuments
Architecture civile :
- La maison médiévale du Pilon, dont l’encorbellement est soutenu par une colonnette d’angle [71]. À proximité du Mousteiret se trouve une ferme du XVIIe siècle (deux corps de bâtiment en équerre, cour fermée par un mur avec portail en plein cintre et impostes de style toscan [72]).
- Il y a aussi la cheminée de l'ancienne briqueterie-tuilerie, au quartier du Plan [73].

Architecture militaire :
- subsistent la tour du XIIe siècle, et les restes (murs) du château des évêques de Digne, barons de Digne, en bel appareil [74].

Art religieux :
- chapelle Notre-Dame-de-Lauzière, ancienne église castrale. Lorsque le village descend de la colline de Lauzière, la chapelle est aménagée en ermitage, et continue d’être modifiée jusqu’à l’époque moderne[40]. Elle contenait un tableau de Frédérique Maillard représentant la Nativité, classé[76] et disparu en 1991[77]  ; un retable classé[78] du XVIIIe siècle[79], [80]. Le chœur est entièrement peint : scènes de la vie de la Vierge[81], trompe-l'œil pour le décor (1854) [82]. Le sol du chœur est revêtu de céramique colorée [83] ;
- l’église paroissiale Notre-Dame (1844), au village, de style roman. Elle possède deux chapelles latérales, le chœur est logé dans une abside hémisphérique (à l’extérieur) et à pans à l’intérieur. Le clocher, construit contre l’abside, est couvert d’ardoise [84]. Sept vitraux sont ornés. Des peintures ont été déposées en ex-voto, l’une en 1828 (classée au titre objet[85], l’autre en 1854, après l’épidémie de choléra (classée également[86]). La troisième provient de N.-D. de Lauzière, et date de 1899[87] ;
- l’église Saint-Maurice, église paroissiale jusqu’au milieu du XIXe siècle, date des XIIe et XIIIe siècles. Elle est située au cimetière. Elle est de style hybride roman intégrant, pour les voûtes, des croisées d’ogives. Le chœur et les chapelles latérales sont voûtées en plein cintre [88] ;
- Église Saint-André du Mousteiret.
- la chapelle Saint-Joseph, construite en 1653-1654, a été reconvertie en école et logement de fonction pour l’instituteur[39] ;
- au hameau du Mousteiret, se trouvent deux édifices cultuels : l’église de l’Assomption (1869-1871) [89],[37], avec un clocher à tuiles vernissées, et une chapelle[90] ;
- sur la rive droite de la Bléone, une petite chapelle, Notre-Dame-de-Grand-Nom ou Notre-Dame-de Mannano[39].
- Monuments aux morts, conflits commémorés : guerres 1914-1918 et 1939-1945[91] :
  - Le Brusquet[92],
  - Le Brusquet (le Mousteiret).

### Vie locale

#### Médias
La municipalité publie L'Écho de Lauzière, trimestriel d'information locale, qui atteint en 2014 son numéro 114.

#### Sports
- Football Club Le Brusquet[94],
- Section Tennis.

#### Traditions
- Le saint patron du village est fêté le 15 août[95].

### Personnalités liées à la commune
L'histoire du Brusquet est marquée par des personnalités comme Marcel Roux (maire pendant près de trente ans).

### Héraldique
| Blason de Le Brusquet | Blason  | D'or à la plante de bruyère au naturel.                                                 |
| Blason de Le Brusquet | Détails | Armes parlantes (« Brusquet » désignerait la bruyère d'après Louis de Bresc). Officiel. |